# پودوسیت
پودوسیت‌ها (به انگلیسی: Podocytes)، سلولهایی در کپسول بومن درون کلیه‌ها هستند که حول مویرگهای گلومرولی پیچیده شده‌اند. پودوسیت‌ها خط مرزی اپی‌تلیالی کپسول پومن را تشکیل می‌دهند، سومین لایه‌ای که فراتصفیه خون در آن صورت می‌پذیرد. کپسول بومن خون را تصفیه کرده و مولکول‌های بزرگی چون پروتئین‌ها را نگه می‌دارد، در حالی که مولکول‌های کوچکی چون آب، نمک و شکر در قدم اول تصفیه شده و تشکیل ادرار می‌دهند. گرچه که احشاء مختلف، لایه‌های اپی‌تلیالی دارند، اما عنوان سلول‌های اپی‌تلیالی احشائی، اغلب به‌طور خاص به پودوسیت‌ها اشاره دارد که سلول‌های اپی‌تلیالی تخصص یافته‌ای اند که در لایه احشائی کپسول سکنا گزیده‌اند.
پودوسیت‌ها، زوائد پا مانند درازی به نام پایک دارند. به همین دلیل به این سلول‌ها (podo+(-cyte)) گفته می‌شود (در انگلیسی پودوسایت خوانده می‌شود، که پودو به معنای پا و سایت به معنای سلول است). پایک‌ها حول مویرگ‌ها پیچیده و شکافی بینشان باقی می‌گذارند. خون با عبور از این شکاف‌ها، تصفیه می‌شود. به هر کدام از این شکاف‌ها: شکاف تصفیه‌ای یا شکاف دیافراگمی یا روزنه شکافی نیز گفته می‌شود. چندین پروتئین برای پیچیده شدن پایک‌ها حول مویرگ‌ها و انجام عملکردهایشان نیاز است. زمانی که نوزاد با نقص‌هایی در پروتئین‌هایش مثل نفرین و CD2AP بدنیا می‌آید، کلیه‌هایش نمی‌توانند به خوبی عمل کنند. افرادی که در این پروتئین‌ها دچار جهش یافتگی بوده و انواع متفاوتی از آن‌ها را دارا باشند، ممکن است این افراد را بعداً در طول عمرشان در معرض نارسایی کلیوی قرار دهد. نفرین، یک پروتئین زیپ-مانندی است که تشکیل شکاف دیافراگمی می‌دهد، به گونه‌ای که بین دندانه‌های زیپ، فضاهایی به اندازه کافی بزرگ وجود داشته که امکان عبور آب و شکر را از آن‌ها می‌دهند، اما در عین حال برای عبور پروتئین‌ها هنوز خیلی کوچک اند. نقص نفرین مسئول نارسایی کلیوی مادرزادیست. CD2AP اسکلت سلولی پودوسیت را تنظیم کرده و شکاف دیافراگمی را پایدار می‌کند.